# 네일 파일

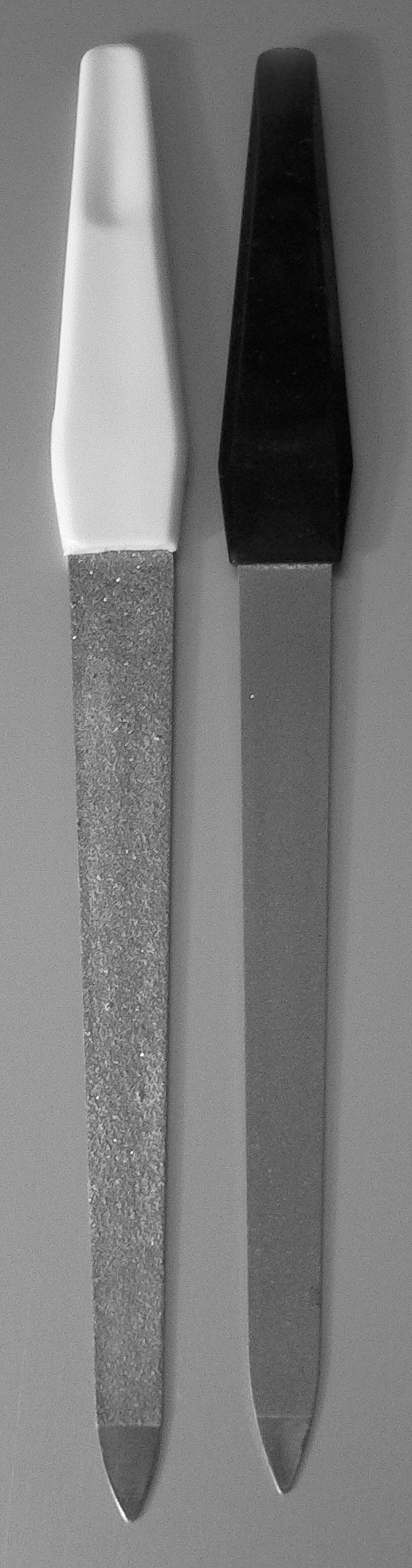
네일 파일

네일 파일(Nail file)은 손발톱에 사용되는 줄이다. 각질 등을 떨어뜨리기 위해 사용된다.